# 러시아 제국
러시아 제국은 1721년 11월에 선포된 이래로 1917년 3월에 해체될 때까지 북부 유라시아의 대부분에 걸쳐 있는 광대한 제국이었다. 19세기 후반 제국이 절정에 이르렀을 때의 영토 면적은 22,800,000km2에 달했는데, 이는 세계 육지 면적의 대략 6분의 1에 해당하며 대영 제국과 몽골 제국의 뒤를 이은, 인류 역사상 3번째로 큰 제국이었다. 또한 1799년에서 1867년 사이에는 북미에서 식민지를 건설하였다. 1897년에 유일하게 실시된 인구조사에서는 상당한 민족적, 언어적, 종교적, 사회경제적 다양성을 가진 1억 2,560만 명의 인구가 러시아 제국에 거주하고 있다고 기록되었다.
러시아 제국의 부상은 경쟁자들인 스웨덴 제국, 폴란드-리투아니아 연방, 카자르 페르시아, 오스만 제국, 청나라의 쇠퇴와 동시에 이루어졌다. 10세기부터 17세기까지 러시아는 보야르라는 귀족 계급에 의해 통치되고 있었고, 그보다 위에는 절대 군주인 차르가 있었다. 러시아 제국의 토대는 이반 3세(1462년~1505년)에 의해 마련되었다. 그는 몽골-타타르족의 지배에 대항하여 러시아의 독립을 선언하였고 영토를 확장하여 중앙집권적인 러시아 국민 국가를 건설하였다. 그의 손자인 이반 4세(1533년~1584년)는 1547년에 전러시아의 황제로 즉위한 최초의 러시아 군주가 되었다. 1550년부터 1700년 사이에 러시아 차르국은 연평균 35,000km2씩 팽창했다. 이 시기에 일어난 주요 사건으로는 류리크 왕조의 단절과 시베리아 정복, 그리고 표트르 대제의 즉위 등이 있다.
표트르 대제는 차르국을 제국으로 탈바꿈시켰고, 수많은 전쟁을 통해 광대한 영토를 주요 유럽 강국으로 만들었다. 그는 러시아의 수도를 모스크바에서 새로운 모델 도시인 상트페테르부르크로 옮겼으며, 이는 제국 시대의 시작을 알리는 것이었다. 또한 그는 현대적, 과학적, 합리주의적, 서구 지향적인 체제를 도입하는 문화 혁명을 이끌었다. 그뒤를 이은 예카테리나 대제는 정복, 식민화 및 외교를 통해 러시아 제국의 확장을 계속 추진했으며, 이전에 표트르가 추진했던 서구식 모델로의 현대화 정책을 이어갔다. 예카테리나의 후계자 알렉산드르 1세는 나폴레옹의 군사적 야망을 물리치는 데 기여했으며, 이후 유럽 전역에서 세속주의와 자유주의의 부상을 억제하기 위하여 신성 동맹을 구성했다. 러시아는 서쪽, 남쪽 및 동쪽으로 더 확장하여 유럽 강국으로서의 입지를 강화했다. 19세기 러시아 제국이 오스만 제국을 상대로 거둔 전쟁에서의 승리는 크림 전쟁에서의 패배로 저지되었고, 러시아 제국은 크림 전쟁에서 드러난 문제를 해결하기 위해 중앙아시아로 확장함과 동시에 내부 체제를 개혁하였다. 크림 전쟁 이후 재위에 오른 알렉산드르 2세는 1861년 2,300만 명의 농노를 해방시키는 등 여러 개혁을 실시했지만, 1881년에 아나키스트에게 암살되고 말았다.
1721년부터 1762년까지 러시아 제국은 로마노프가의 통치 하에 있었으며, 1762년부터 1917년까지는 독일 혈통의 모계 분파인 홀슈타인-고토르프-로마노프가가 통치했다. 19세기 초 러시아 영토는 북쪽의 북극해에서 남쪽의 흑해까지, 서쪽의 발트해에서 동쪽의 알래스카, 하와이 및 캘리포니아까지 확장되었다. 19세기 말까지 러시아는 캅카스산맥과 중앙아시아 대부분 및 동북아시아의 일부를 통제하게 되었다. 그러나 광대한 영토와 더불어 유럽의 주요 강대국의 지위를 차지하고 있었음에도 불구하고, 러시아 제국은 20세기에 접어들자 위험한 상태에 놓이게 되었다. 1891년의 대기근으로 수백만 명이 사망하면서 이로 인해 민중들의 불만이 증대되었다. 한편 러시아 제국은 유럽에서 마지막으로 남은 절대 군주제 국가였으므로, 대내적으로는 급속한 정치적 급진화와 함께 혁명적인 사상들이 점차 인기를 얻기 시작했다. 1905년의 혁명 이후 니콜라이 2세는 국가 의회인 국가두마의 창설을 승인했지만, 여전히 자신은 절대적인 정치 권력을 유지했다.
러시아는 제1차 세계 대전에서 연합국의 편을 들어 참전했지만, 전투에서 계속해서 패배를 겪자 황제에 대한 러시아 민중의 반감은 더욱 고조되었다. 마침내 1917년, 대규모 소요사태와 군대 내 반란이 2월 혁명을 촉발시켰고 이는 뒤이어 니콜라이 2세의 퇴위, 러시아 임시정부의 수립, 그리고 최초의 러시아 공화국 선포로 이어졌다. 그러나 러시아 공화국 내의 격렬한 정치적 혼란 속에서 알렉산드르 케렌스키가 이끄는 정부가 전쟁을 계속하자 공화정에 대한 민중의 지지도 금방 식어버렸다. 때마침 1917년 7월에 여러 지역에서 식량부족에 따른 대규모 반정부 시위가 발생했다. 결국 러시아 공화국은 10월 혁명으로 볼셰비키에 의해 전복되었다. 권력을 잡은 볼셰비키는 러시아 공화국 대신에 사회주의와 공산주의를 기본 이념으로 하는 러시아 소비에트 연방 사회주의 공화국을 선포하고 동맹국과 브레스트-리토프스크 조약을 체결함으로써 제1차 세계대전에서 겨우 빠져나왔으나, 왕당파를 비롯하여 여러 파벌들로 구성된 백군들은 이에 반대하여 피비린내 나는 내전을 일으켰다. 볼셰비키는 내전 도중에 로마노프 왕가를 살해하면서 3세기 동안 지속된 로마노프 가문의 통치를 끝냈고, 점령지 내에서는 적색 테러를 비롯한 각종 정치적 탄압과 함께 공포 정치를 실시하였다. 1923년에 볼셰비키가 내전에서 최종적으로 승리한 직후, 옛 러시아 제국 대부분의 영토에는 세계 최초의 사회주의-공산주의 국가인 소련이 건국되었다.
러시아 제국은 독일 제국, 오스트리아-헝가리, 오스만 제국과 함께 제1차 세계 대전 이후 붕괴된 4대 제국 중 하나였다.

## 역사

### 모스크바 공국
러시아 제국의 시초는 루스의 군소공국 가운데 하나였던 모스크바 대공국이다. 모스크바 대공국은 14세기에서 15세기에 걸쳐 타타르족이나 주변의 루스 공국들과 싸우면서 세력을 확대, 이반 3세 때 처음으로 스스로를 차르라고 자처했다.
차르는 러시아어로, 러시아 사회에서는 원래 비잔티움 제국의 황제에 한해서만 사용되었던 칭호다. 1453년에 동로마 제국이 오스만 제국에 의해 멸망한 후, 모스크바의 대공 이반 3세는 동로마 제국의 마지막 황녀를 아내로 맞이하여, 차르라는 칭호를 사용할 수 있는 명분을 얻었다. 또한 모스크바에 있던 동방정교회의 주교좌가 콘스탄티노폴리스 총대주교로부터 독립을 선언하면서 러시아 정교회가 탄생하는 등, 러시아가 로마 제국과 동로마 제국의 뒤를 잇는 제3의 로마라는 인식이 생겨나는 등 모스크바 대공국 내에서는 제국을 자부하는 의식이 생겨나기 시작했다.
1547년에는 이반 3세의 손자 이반 4세가 자신을 전 러시아의 차르라고 하면서, 모스크바 대공국의 군주는 곧 전 러시아의 군주이며 로마 황제의 계승자임을 선언했다. 그러나, 이 칭호는 단지 국내용에만 머물렀으며, 다른 유럽 국가들에서는 오랫동안 러시아의 차르를 로마 황제는커녕 왕도 아닌, 단순히 모스크바 대공으로 부르고 있었다.

### 러시아 제국
이반 4세가 죽은 후, 러시아가 혼란스러워지면서 내전 상태에 빠져들었다(동란 시대). 1606년 이후에는 폴란드-리투아니아 연방, 코사크, 스웨덴 등이 러시아를 공격하기 시작하면서 혼란이 정점에 다다랐다. 1610년에는 당시 동유럽의 강대국이었던 폴란드-리투아니아 연방에 의해 수도 모스크바가 점령되기에 이른다. 그러나 러시아인들은 로마노프 왕조 등을 중심으로 국민군을 결성하여 외세에 대해 맹렬히 저항했다. 1612년, 10만에 이른 국민군 병사들은 폴란드-리투아니아 연방의 군을 물리치고 모스크바를 해방시키는 데 성공했다.
오랫동안 혼란 상태였던 러시아는 그동안 유럽으로의 진출이 정체되었기 때문에 다른 나라들로부터 국제적인 지위는 높지 않았다. 1613년, 류리크 왕조의 외척이자 로마노프 왕조의 개창자인 미하일 로마노프가 원로원에 의해 차르로 즉위했으나, 아직 서구는 로마노프 왕조를 러시아의 황제로 인정하지 않았다. 17세기 중반에는 폴란드-리투아니아 연방을 침공, 대홍수 시대(Potop)로 불리는 내전에 개입하여 동구권에서의 국제적 지위를 높였지만, 그럼에도 대외적으로는 큰 세력으로 인정받지 못했다.
17세기 말, 차르로 즉위한 표트르 대제가 서구화 정책을 실시하면서, 러시아는 간신히 유럽의 일원으로 인정받을 수 있게 된다. 표트르 대제가 로마 황제의 정식 칭호인 임페라토르를 러시아 황제의 칭호로 채용하고, 정식으로 러시아 제국이라는 국호를 제정한 것도 이때다.

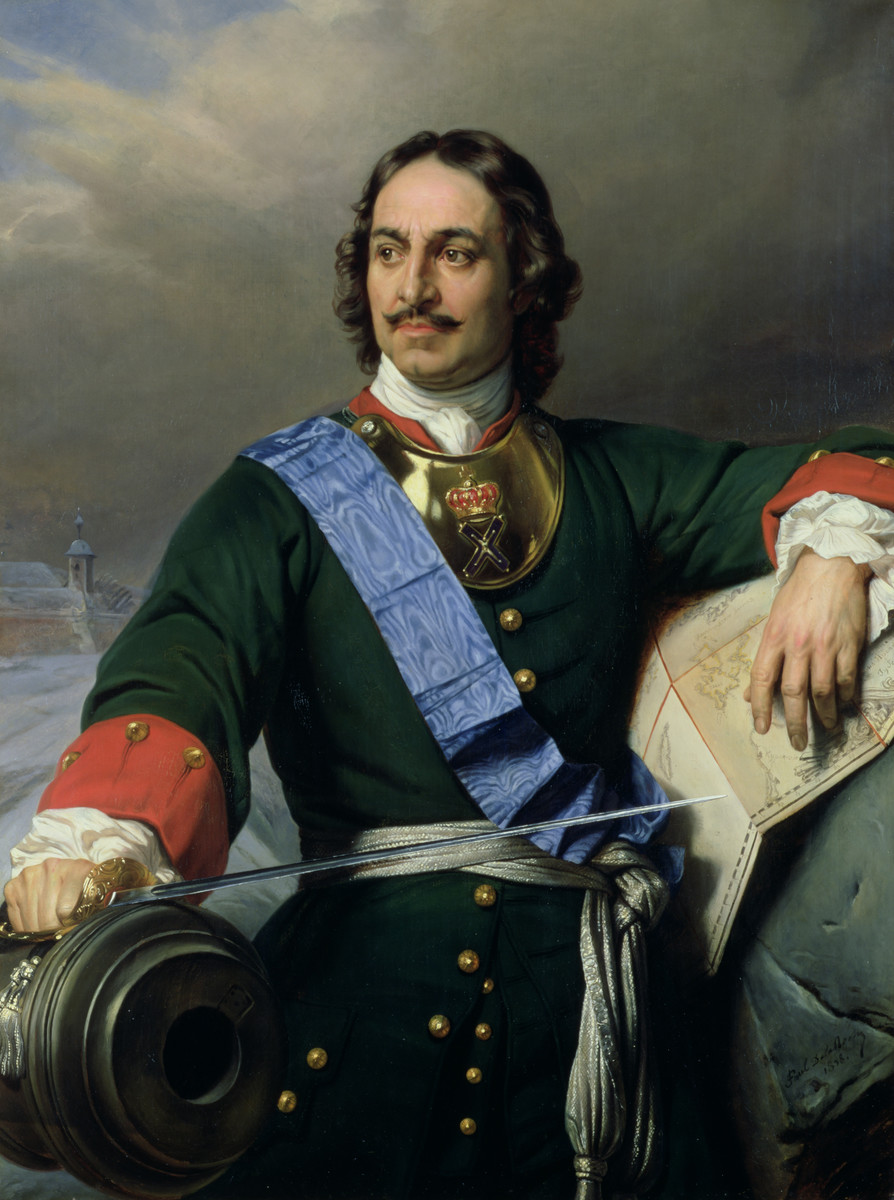
표트르 대제

### 표트르 대제 집권 시기
표트르 대제 시절에 러시아는 급격한 서유럽화가 진행되었다. 하지만, 정작 근대화가 필요한 농촌에는 개혁의 바람이 불지 않았다. 러시아의 경제 자체가 크게 농업에 의지하고 있었음에도 불구하고, 1억 4,000만 명이 살고 있던 러시아의 농촌은 서양의 농지들보다 한참 생산성이 낮았다. 이에 표트르 대제는 노예 생활을 하던 코로프(10세기-12세기 루스의 계급 즉 홀로피)들을 농노로 만들었고, 이들을 세원으로 삼아 재정을 탄탄히 하고자 했다. 다만 이 코로프들은 여전히 19세기 후반까지 후진적이고 봉건적인 지역 계약 체제에 묶여 있었다.
표트르 대제는 군사적으로도 확장을 꾀했다. 그는 오스만 제국을 상대로 군사적 원정을 벌인 후, 북쪽으로 시선을 돌렸다. 당시 러시아는 여전히 북부 지역에 대한 방비가 제대로 되지 않던 상황이었는데, 이는 백해의 아르한겔스크 항구를 제외하고는 러시아 북부에 제대로 된 해양 기지가 없었던 까닭이었다. 게다가 아르칸젤스크는 1년에 9개월 동안 얼어 사용하지도 못하는 형편이었고, 발트 해로의 출입은 당시 스웨덴 제국에 의해 막힌 상황이었다. 표트르 대제는 이같은 상황을 끝내고자 했고, 결국 폴란드-리투아니아 연방, 덴마크와 연합을 맺어 대북방전쟁을 일으켜 스웨덴 제국을 공격했다. 대북방전쟁은 1721년에 러시아의 승리로 끝났고, 스웨덴은 반강제적으로 러시아와 평화협정을 체결하는 수밖에 없었다.
결과적으로 러시아는 대북방전쟁의 전리품으로 핀란드 만의 동남부에 위치한 4개의 지방들을 얻어냈고, 해상으로 통하는 길목을 열었다. 그곳에 그는 오랫동안 러시아의 수도였던 모스크바를 대체하기 위해 네바 강 인근에 새로운 수도인 상트페테르부르크를 세웠다. 이 천도 사업에는 러시아를 유럽에 포함시키려는 황제의 의도가 포함되어 있었다. 거의 대부분의 도시 디자인들은 유럽 이탈리아 디자인들을 따랐다. 1722년, 표트르 대제는 페르시아의 사파비 왕조가 통치하는 코카서스와 카스피 해로 관심을 돌렸다. 그는 아스트라한을 페르시아를 상대로 한 군사본부로 삼았고, 1722년에 러시아-페르시아 전쟁을 벌였다.
표트르 대제는 그의 정부 조직도 개편했다. 그는 옛 두마를 9명으로 이루어진 의회로 대체했고, 지방 정부도 재편하여 새로운 지방들과 주들로 나누었다. 표트르 대제는 의회의 역할이 세금을 제대로 거두는 것이라고 강조했고, 그의 치세동안 러시아의 세입은 3배로 늘어났다. 또한 모든 종류의 자치 정부는 모조리 폐지되었고, 귀족들의 국가에 대한 의무는 상대적으로 크게 강조되었다. 그는 정교회를 행정 시스템의 일부로 끌어들였는데, 이로서 종교를 국가의 하수인으로 삼았다. 그는 주교좌를 해산하고 시노드를 대신 설립하여 교회에 대한 통제권을 획득하였다.
표트르 대제는 1725년에 죽었다. 그의 아내였던 예카테리나 1세의 짧은 통치 이후, 왕관은 안나 이브노브나 여제에게 넘어갔다. 그녀는 개혁 정책의 속도를 늦추고, 오스만 제국을 상대로 성공적인 군사적 승리를 거두었다. 이로 인하여 러시아의 오래된 숙적이었던 크림 칸국이 크게 약화되는 결과를 낳았다.
이후 러시아의 황위는 엘리자베타 여제에게 넘어갔다. 여제는 예술과 건축, 과학을 크게 지원했으며, 이때 처음으로 모스크바 대학이 설립되기도 했다. 그러나 그녀는 딱히 개혁적인 정책들을 실시 하지 않았으며, 20여 년에 가까운 통치 기간 동안 7년 전쟁의 승리를 제외하고는 별다른 공과가 없었다. 다만 이 승리도 군사적으로만 의미가 있었을 뿐, 정치적으로는 큰 의미가 없었다.

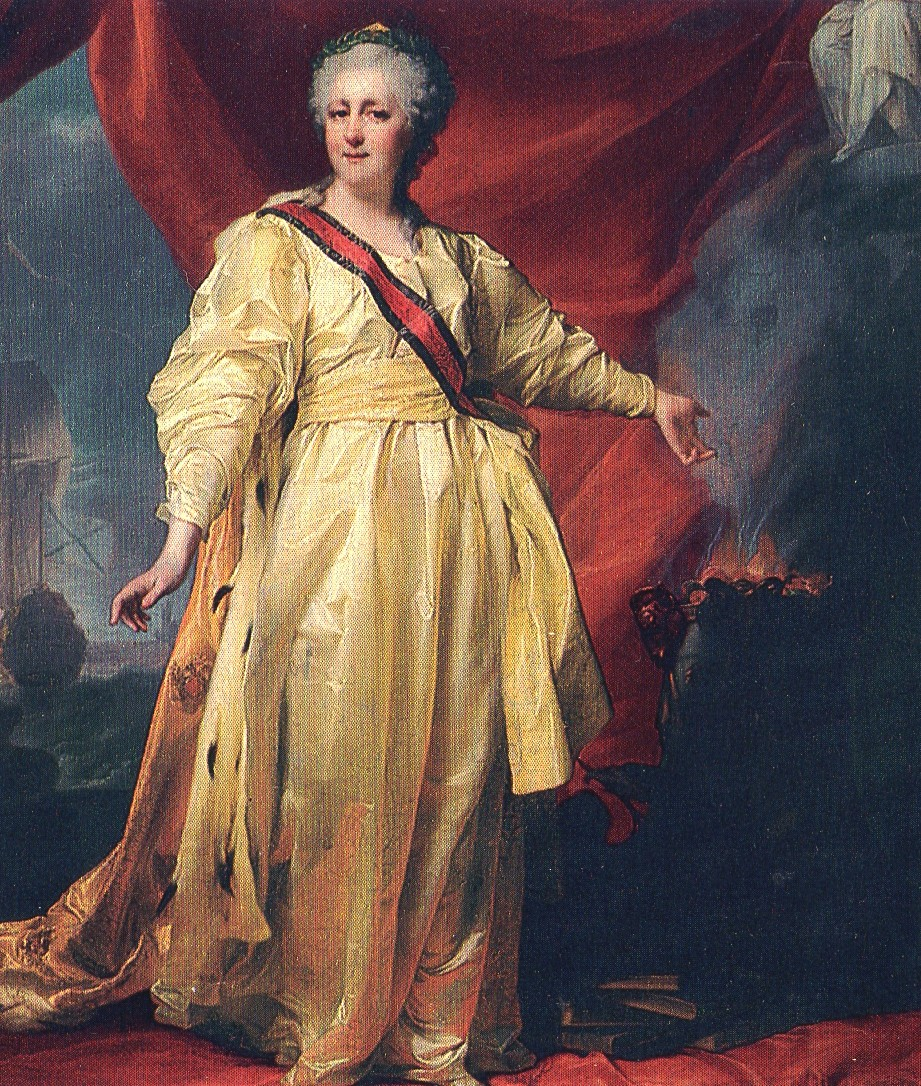
예카테리나 2세

### 예카테리나 2세 집권 시기
예카테리나 2세는 표트르 3세와 결혼한 독일의 공주였다. 엘리자베타 여제가 죽은 이후, 그녀는 자신의 남편을 상대로 쿠데타를 일으켜 권력을 차지했으며, 표트르 대제 때 크게 실추된 귀족들의 권위를 끌어올렸다. 귀족들의 국가에 대한 의무는 말소되었으며, 그들에게 지방 자치권 등 엄청난 권력을 재부여하며 귀족들의 큰 지지를 얻었다. 그녀는 표트르 대제가 구시대적이라 하여 러시아풍 수염에 물리던 세금도 없애버렸다.
예카테리나 2세는 러시아의 영향력을 폴란드-리투아니아 연방 전체에 미치기 시작했다. 그녀는 타르고비차 연맹을 지지하며 폴란드-리투아니아 연방 내를 장악하였다. 다만 그녀의 치세동안 농노들의 삶은 갈수록 악화되었으며, 대부분의 농노들은 일평생을 주인의 땅을 강제로 경작하며 보내야만 했다. 예카테리나 2세가 토지와 농노를 각기 다른 재산으로 취급하는 법안을 제정한 이후인 1773년에는 반란이 일어나기도 했을 정도였다. 반란군은 '모든 지주들을 죽여버리자'라는 강령을 내걸고 난을 일으켰으며, 모스크바를 위협할 정도로 세를 떨쳤다. 이후 이 반란이 진압된 이후, 예카테리나 2세는 전통적으로는 반란 주동자들을 고문하고 모욕하던 방식에서 벗어나 최대한 고통없이 그들을 죽이라고 명령하기도 하였다. 그녀는 법치주의를 러시아 전역에 퍼뜨리기 위해 노력하였으며, 이같은 노력은 계몽주의가 유행 중이었던 서구 유럽 사회에서 큰 호응을 받았다. 허나 농노들에 대한 차별과 탄압은 그녀의 통치 기간 내내 지속되었다.
여제는 귀족들의 지지를 계속 유지하기 위하여 귀족들의 권한을 강화하고 농노들과 평민들의 권리들을 다수 박탈하였다. 다만 예카테리나 2세는 농노제의 부당성과 부도덕성에 대하여 인지하고 있었으며, 만인이 평등하다는 믿음을 가지고 있었다. 다만 귀족들의 극렬한 반대로 인하여 이같은 신념들을 실행시키지는 못하였다. 예카테리나 2세는 오스만 제국과의 전쟁을 승리로 이끌었으며, 러시아의 남부 국경을 흑해까지 확장했다. 러시아는 오스트리아와 프러시아의 군주들과 협의하여 폴란드-리투아니아 연방을 합병하였으며, 페르시아인들의 침입을 막아내는 데에 일조하였다. 그녀가 세상을 떠날 즈음에는 러시아는 워낙 강력한 세력으로 발전하여 유럽의 주요 강대국들 중 하나로 떠올랐다.

### 19세기 초중반
1812년에 프랑스의 보나파르트 나폴레옹은 러시아의 알렉산드르 1세와의 불협화음 끝에 러시아를 침공했다. 이 과정에서 러시아의 혹한을 견디지 못한 프랑스 군대는 크나큰 타격을 입었고, 프랑스군대가 모스크바에 입성했을 때에는 이미 러시아가 초토화 전술을 이용하여 프랑스 군이 약탈할 식량과 마초들을 모두 태워버린 상태였다. 러시아의 겨울이 닥치자 프랑스 군인들은 죽어나가기 시작했고, 러시아는 게릴라 전술을 펼치며 프랑스 군대를 차츰차츰 약화시켜나갔다. 나폴레옹이 후퇴하자, 러시아 군대는 그의 뒤를 쫓아 중앙 유럽까지 들어갔고, 결국 동맹국들의 도움을 받아 나폴레옹을 패망시키는 데에 성공했다. 나폴레옹이 패퇴한 직후, 알렉산드르 1세는 '유럽의 구원자'라고 불릴 정도로 명성이 높아졌고 빈 회의에서 유럽의 국경을 다시 그으며 폴란드를 전리품으로 얻어내었다.
러시아 제국은 19세기 초중반 동안 나폴레옹을 무찌르는 등 군사적, 정치적 영향력을 넓히기는 하였으나, 제국의 경제는 생산성이 지극히 낮은 농노제에 묶여 한발짝도 더 나아가지 못하는 형편이었다. 서유럽 국가들은 산업혁명이 일어나 경제가 급속도로 발전하는 와중에, 러시아 제국은 갈수록 경제가 퇴보하는 형편이었다. 이는 러시아가 점차 약해지기 시작하는 원인이 되었다. '강대국'이라는 허울은 정부의 무능, 고립된 백성들, 경제적 사회적 후진성을 가렸으며, 이 상처는 갈수록 깊어져만 갔다. 나폴레옹을 이긴 직후의 알렉산드르 1세는 러시아의 지배 구조를 바꿀 용의와 힘 모두가 있었으나, 거의 대부분의 시도들은 시도에만 그치고 실제로 시도된 개혁 정책들은 딱히 없었다.
알렉산드르 1세 사후, 그의 동생인 니콜라이 1세가 즉위하였다. 니콜라이 1세는 즉위 직후부터 반란에 시달렸는데, 이 반란은 대부분 나폴레옹 전쟁 당시 유럽에 다녀오면서 유럽을 휩쓸고 있던 자유주의에 매혹된 군인 장교들이었다. 그들은 봉건적인 러시아 제국에 자유주의의 바람을 불어넣고 싶어하였던 것이다. 이로 인해 데카브리스트의 난이 일어났으나, 이 난은 빠르게 진압당했으며 이 반란에 큰 충격을 받은 니콜라이 1세는 표트르 대제 때부터 실시한 개혁 정책들을 모두 폐기하고 국가주의, 정교회, 독재에 기반한 옛 시스템으로 회귀하여 버린다. 이후 니콜라이 1세는 엄격한 검열을 통하여 국민들을 통제했으며, 강력한 비밀경찰 제도를 실시하여 자신에게 반대하는 모든 급진주의자나 혁명가들을 시베리아의 유형소로 보내버렸다.

### 19세기 중후반
1854년, 러시아는 크림 전쟁에서 영국, 프랑스, 오스만 제국 연합국에게 패했다. 러시아는 나폴레옹에 맞서 싸운 이후 자신이 무적이라고 과시하며 군사적 역량에 대한 높은 자부심을 가지고 있었는데, 크림 전쟁에서의 패배는 러시아 사회 전체에 엄청난 충격을 불러 일으켰다. 당시 눈부시게 발전하던 서구 국가들과 니콜라이 1세의 치하 하에 갈수록 퇴보하던 러시아 제국 간의 격차는 갈수록 더 벌어지고 있었던 것이다. 1855년 알렉산드르 2세 황제는 즉위하자마자 본격적인 러시아의 근대화에 착수했다. 알렉산드르 2세의 대표적인 근대화 작업은 농노 해방령(1861)이었는데, 이로서 2,300만 명의 농노들이 해방되었다. 알렉산드르 2세는 혁명과 같은 급진적인 방법들을 통해 농노들을 해방시키기 보다는 보다 온건한 방법으로 사회 갈등을 줄이고자 했던 것이다. 허나 이는 지주들에게는 물론이고, 지나치게 높은 토지 상환금을 강요받고 지나치게 좁은 토지를 분배받은 농노들에게조차 인기가 없었다. 이 무렵 러시아의 도시들에서는 해방 농노 출신의 빈곤한 노동자들이 등장했다.
1861년의 농노 해방령은 러시아 근대사에서 가장 중요한 일이었다. 이후로 몇 백년 동안 지속되어오던 지주제가 종식되었으며, 토지에 기반한 귀족들의 특권이 무너지기 시작했다. 해방된 농노들은 일자리를 구하기 위해 도시로 향했고, 산업화를 촉진했으며 이후로 상당수의 중산층들이 생겨났다. 다만 위에 서술한 것과 같이 부정적인 면모도 만만치 않아 사람들의 불만을 많이 사기도 했다. 알렉산드르 2세는 청나라에서 중가리아와 외만주를 할양받았으며, 아메리카 대륙에서 러시아 영토였던 알래스카를 미국이 720만 달러에 매입했다.
1870년대 후반, 러시아는 발칸 반도에서 오스만 제국과 충돌했다. 1875년부터 1877년까지, 발칸의 소요 사태는 오스만 제국의 통치에 대항하는 슬라브족의 투쟁으로 발전했고, 이는 동시대에 자국의 이슬람교도들을 혹독히 차별하고 있던 러시아 제국에게도 위협으로 보였던 것이다. 러시아 국가주의자들은 불가리아와 세르비아 지역의 기독교도들이 이슬람교도인 오스만의 굴레에서 벗어나 독립된 국가들을 세우는 것을 도와주어야 한다고 주장했다. 1877년 초, 러시아는 불가리아와 세르비아의 의용군들과 함께 오스만 제국군과 전쟁을 벌였고, 이 것이 바로 러시아-튀르크 전쟁이다. 허나 당시 이미 망해가고 있던 오스만 제국은 외세의 침입을 막아낼 능력을 가지고 있지 않았고, 1년도 채 되지 않아 러시아 군대는 오스만 제국의 수도 이스탄불 가까이까지 진군할 수 있었다. 러시아의 민족주의자 외교관들은 알렉산드르 2세를 설득하여 독립 불가리아를 발칸 반도의 거대한 영역을 차지하는 국가로 만드는 내용의 산 스테파노 조약을 체결시키는데 성공했다. 허나 발칸 반도에서 러시아의 영향력이 커지는 것을 전혀 원치 않았던 영국은 이 조약의 이행을 절대적으로 거부했고, 전쟁으로 인해 여력이 없던 러시아는 이를 물릴 수 밖에 없었다. 1878년 7월  베를린 회의에서 러시아는 산 스테파노 조약의 일부를 개정한 합의서를 받아들였고, 이로서 불가리아는 오스만 제국의 통치를 받는, 발칸 반도의 국지적인 영역만을 차지한 소규모 국가로 독립하였다. 이후 범슬라브주의자들은 독일과 오스트리아-헝가리가 이 회의에서 러시아를 도와주지 않은 것에 대하여 불만을 가지게 된다. 또한 불가리아가 오스만 제국에서 일부 자치적인 국가로 독립한 것을 본 세르비아와 몬테네그로의 민족주의자들은 이후 독립 운동을 더더욱 활발히 벌이기 시작하였다.

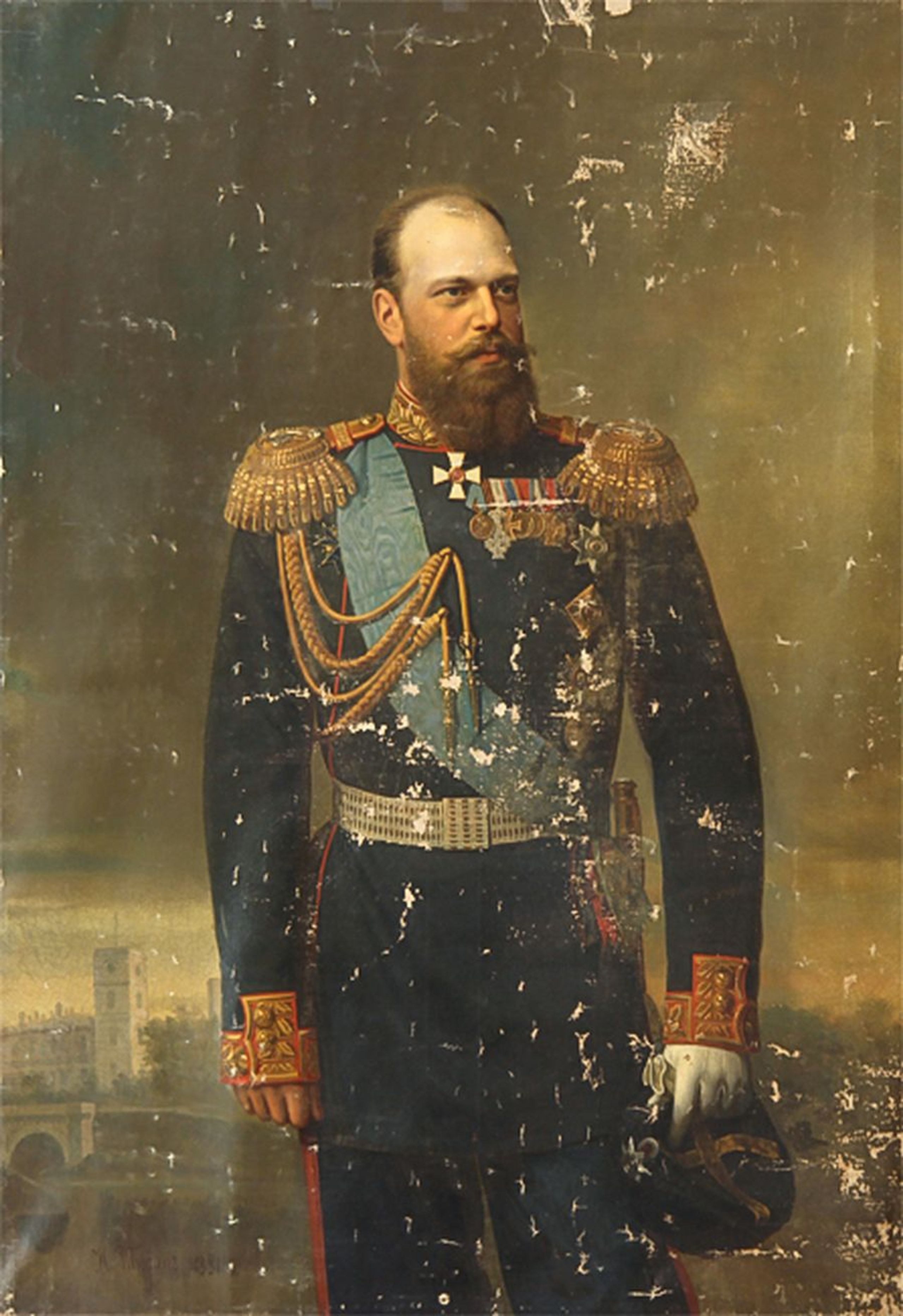
알렉산드르 3세

1881년 러시아와 일리 조약을 맺음으로써 발하슈 호, 추이 강(추 강)과 일리 강 유역 일부 등 일리 지역 서쪽 반을 러시아에게 줘야 했다. 중국에서는 이곳을 "외서북/와이시베이(外西北)"이라고 부른다.

### 알렉산드르 3세 집권 시기
알렉산드르 2세는 농노 해방 이외에도 군비 증강에도 힘을 기울였다. 귀족과 호족, 부르주아, 중산층 자제들에게도 병역의 의무를 부과하기 시작했고(국민 개병제), 병역 기간을 25년에서 6년으로 줄였다. 그러나 알렉산드르 황제는 공화주의자들에 의해 1881년에 암살당했고, 그의 아들인 알렉산드르 3세가 즉위하였다. 알렉산드르 3세는 부황 알렉산드로 2세의 암살에 충격을 받아 그간 부황이 행했던 대학 자치제 등의 자유주의를 극히 제한하고, 전제 정치를 오히려 더욱 강화시켰다. 그는 강력한 슬라브주의자였고, 러시아의 순수성을 지키기 위하여 오히려 서구 세계와의 접촉을 최소한으로 해야 한다고 믿었다. 알렉산드르 3세는 급격히 성장하던 독일을 견제하기 위해 러불동맹을 맺었고, 중앙아시아에 군사적 원정을 실시하였으며 청나라를 상대로 몇몇 중요한 군사적 협약들을 맺고 영토를 얻어내서 발하슈호와 동해바다를 차지했다. 당시 알렉산드르 3세의 최측근은 황제와 황태자의 교사이자 종교회의의 의장이었던 콘스탄틴 포베도노스체브였는데, 그는 극히 보수적인 인물로 황제가 언론의 자유, 민주주의, 의회, 헌법과 같은 근대적인 가치들을 혐오하게 가르쳤다. 포베도노스체브의 조언 하에, 황제는 서구화 정책들을 모두 폐기하였으며 '러시아의 순수성'을 지키기 위하여 모든 혁명과 발전의 가능성들을 차단해 버렸다.

### 20세기 초
알렉산드로 3세가 죽고, 1894년에 그의 뒤를 이어 니콜라이 2세가 즉위하였는데 니콜라이 2세 역시 알렉산드르 3세 못지않게 전제 정치를 행했다. 그는 자신의 제국이 어떠한 변화를 원하지 않았으며, 격동하는 시대에 변화하는 것에 오히려 두려워 했었다. 그는 제국의 지도자로서는 부적격했으며, 결국 제국의 마지막 황제라는 비운의 운명을 맞이하게 된다. 이 시기에 산업 혁명의 여파가 러시아에도 본격적으로 드러나기 시작했으나, 지방과 시골 지역들은 여전히 비참한 상태로 남아있었다. 산업 혁명으로 생성된 새로운 자본주의자 엘리트들은 평화적인 개혁과 입헌군주정의 설립을 기대하고 있었고, 사회를 점진적으로 바꾸어나가고 싶어했다. 1890년대부터는 러시아의 경제도 새로운 작물의 도입, 철도의 건설 등으로 인하여 발전하기 시작하였다. 밀 생산량은 증가했고, 인구도 그에 따라 증가하였다. 결과적으로 러시아의 농민들의 삶도 조금씩 나아졌으며, 군인들의 체격과 영양 상태도 이전보다는 더 좋아졌다. 다만 국가 전체의 부가 증대함에 따라 빈부격차는 갈수록 더 심해지는 형편이었다.
한편 이와중에 러시아의 권력을 잡고 있던 극우 세력들은 강력한 지주제를 선호했다. 허나 지주들은 알렉산드르 2세의 개혁 조치 이후 땅을 조금씩 팔아가며 그 세가 약해지고 있었다. 온건적 개혁파들은 지주들이 땅을 나누어 농민들에게 나누어 주는 것에 동의하였으나, 그 과정에서 무조건 지주들에게 '합당한 보상'을 주어야 한다고 주장했다. 허나 극좌들이나 공산주의자들은 지주들의 땅을 모두 무상 몰수하여 분배해 버리고 싶어하였으며, 이 과정에서 농민들에게 각자 1인 할당 토지를 배분할 지, 혹은 집단 농장을 만들지에 대하여 논의하였다. 이 과정에서 마르크스주의를 따르던 러시아사회민주노동당은 농민들이 아니라 도시의 노동자들에 의한 혁명을 일으켜 새 세상을 건설하고 싶어했으며, 또다른 좌익 단체인 사회주의 혁명당은 전통을 존중하며 실제로 노동을 하는 계급인 농민들을 중심으로 혁명을 일으키고 싶어 하였다.
1903년, 러시아 사회민주노동당 2차 회의에서 당은 온건파인 멘셰비키와 급진파인 볼셰비키로 갈라졌다. 멘셰비키들은 러시아가 아직 충분히 산업화 단계에 다다르지 못했고, 진정한 의미의 사회주의란 일정 기간의 부르주아 민주주의 체제를 겪은 후에 누릴 수 있는 것이라 여겼다. 멘셰비키 세력에는 주로 자유주의적인 기업가들도 다수 포함되어 있었다. 한편 볼셰비키는 블라디미르 레닌의 지휘 하에 있었는데 그들은 소규모의 규율잡힌 혁명가들을 만들어 프롤레타리아 계층이 권력을 쟁취해 낼 수 있도록 해야 한다고 주장했다.
1905년 러일 전쟁의 패배는 러시아 전반에 엄청난 충격을 몰고 왔다. 차르의 권위는 땅에 떨어졌고 사회는 급속도로 불안정해졌다. 1905년, 차르에게 탄원하러 겨울 궁전 앞에 모인 군중들에게 군인들이 발포하며 발생한 피의 일요일 사건은 그나마 존재하던 차르에 대한 존경심을 모두 없애버렸으며, 이후 군주정을 아예 없애버리고 민주 공화국을 세우자고 주장하기 시작하였다. 이로서 1905년 혁명이 일어났고, 대부분의 도시들에서 자율적으로 생겨난 소비에트들이 권력을 잡고 국정을 운영하기 시작했다. 이 시기의 러시아는 극도로 혼란스러운 상태였고, 차르 정부는 거의 힘이 없는 무정부 상태와 유사했다. 1905년 10월, 니콜라이 2세는 반강제적으로 10월 선언을 발표했고, 이로서 러시아의 의회인 국가 두마가 설립되었다. 투표권은 확장되었고, 그 어떠한 법이나 칙령도 의회의 승인 없이는 효력을 발휘하지 못하게 되었다. 온건파들은 이 조치에 만족했으나, 민주정을 세우기 바랐던 급진파들은 이에 만족하지 못했다. 이후 개혁 세력들 사이에서는 점차 불화가 생겨났으며, 이에 반비례하여 차르의 힘은 점차 회복되기 시작하였다.

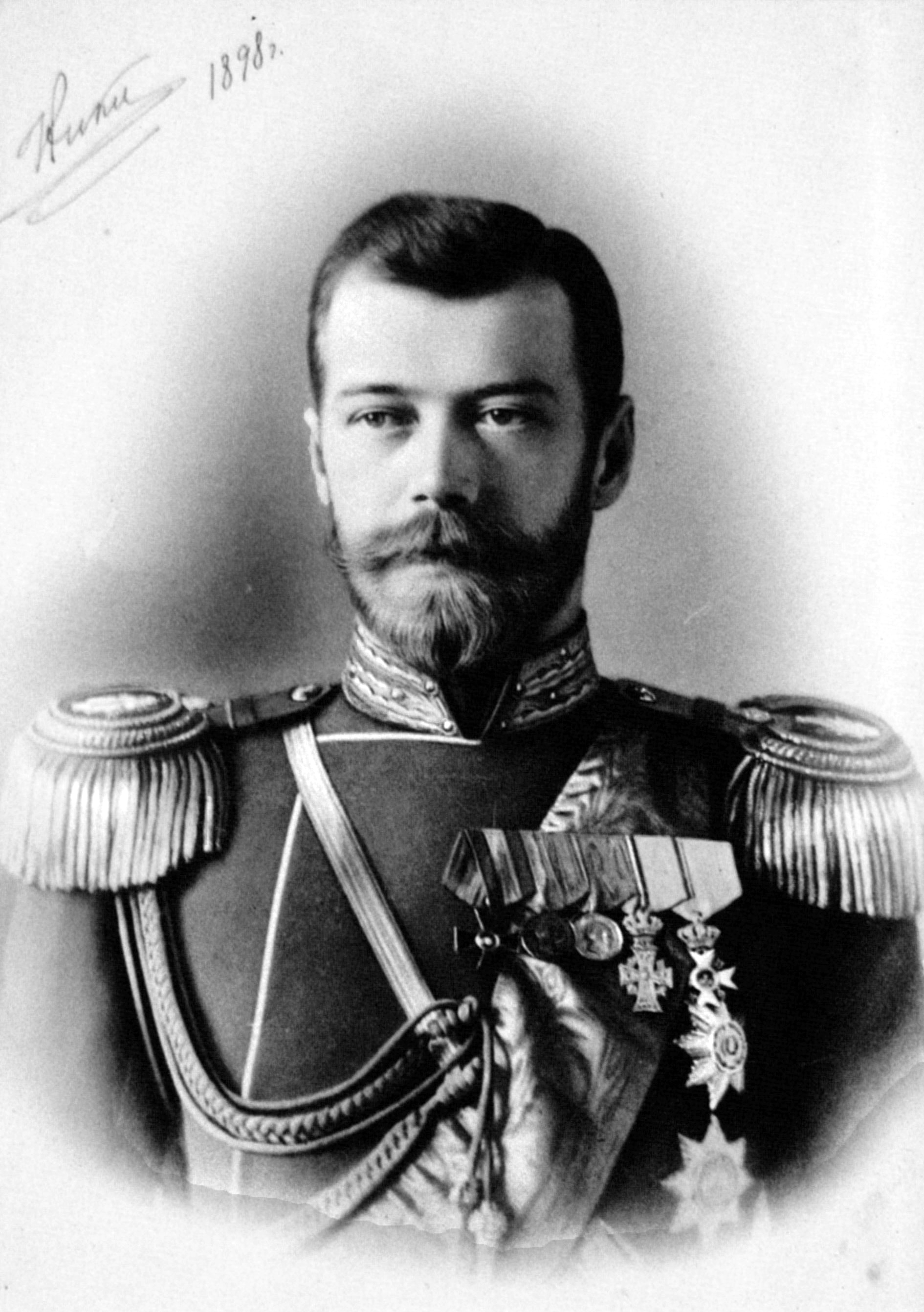
니콜라이 2세

### 멸망
니콜라이 2세는 제 1차 세계대전이 발발하자 정교회, 슬라브족, 세르비아인들을 지킨다는 명분으로 애국심과 열정을 갖고 참전 포고를 하였다. 1914년 8월, 러시아는 독일을 공격했고, 세르비아인들과 동맹들의 도움을 받아 갈리시아 지방을 상당 부분 점령하였다. 1914년 9월에는 동맹국인 프랑스의 부담을 줄여주기 위하여 점거하고 있던 갈리시아 지방에서 나와 실레시아 지역을 공격하러 진군해야 했다. 이 때 독일과 오스만 제국이 러시아 군대의 보급선을 차단하여 러시아 군대는 차츰차츰 약해지기 시작하고 있었다.
1915년이 되자 러시아는 전쟁에서 극도로 불리한 위치에 놓였다. 군량과 무기의 보급을 제대로 하지 못했고, 부상자들은 엄청난 속도로 불어나고 있었으며 국내에서도 인플레이션 현상이 일어나 경제가 무너지고 있었다. 불황은 저임금 공장 노동자들에게 가장 먼저 영향을 끼쳤고, 이후에는 가난한 농민들에게 그 여파가 돌아갔다. 한편 니콜라이 2세는 전세가 불리해지자 직접 군대를 끌고 전선에 나가 싸우겠다고 결심하여 황후 알렉산드로 표도로브나에게 국정을 맡기고 전선지대로 떠나버렸다. 허나 황후는 요승 라스푸틴에 홀려 제대로 된 사리판단이 되지 않는 상태였고, 국정은 엉망으로 변해버렸다. 결국 라스푸틴의 폭정이 갈수록 심해지자 귀족들 일부가 힘을 합쳐 라스푸틴을 죽여버렸으나, 한 번 무너진 황제와 황실의 권위는 이전으로 돌아가지 못했다.
차르 정부는 결국 1917년 2월 혁명으로 무너졌다. 볼셰비키는 더 이상 황제에게 나라를 맡길 수 없다는 판단 하에 혁명을 일으켰고, 인민, 농민, 노동자 모두의 지지를 받지 못했던 차르 정부는 곧바로 무너졌다. 볼셰비키 정부는 이후 임시 정부를 세웠고 황제 니콜라이 2세를 가족들과 함께 유폐시켜 버렸다. 이후 니콜라이 2세가 1918년 7월에 볼셰비키의 손에 조용히 암살당하며 제국은 완벽하게 역사 속으로 사라졌다.

### 임시 정부
임시정부 러시아 공화국은 수립 직후 일련의 개혁적인 조치들을 시행했다. 제정 러시아 시절에는 언론이 자유롭지 못하였고, 의회는 예산 심의권만 행사할 수 있었다. 허나 임시 정부 구성 이후 언론의 자유, 출판의 자유가 허락되었으며, 국가 두마의 권력이 상대적으로 강해졌다. 그리고 케렌스키 내각은 법무장관에 재직할 당시 사형제 폐지를 주장하였는데, 이것은 아주 혁신적인 것이었기도 하였다.
그러나 임시정부는 오래 가지 못했다. 이는 게오르기 르보프 공(公)과 7월에 총리로 취임한 케렌스키가 연합국과의 약속을 깨지 말자는 이유로 휴전을 반대했기 때문이다. 하지만 전쟁 상황은 러시아군에게 매우 불리했다. 러시아군은 여전히 동맹국군에게 계속 패배하고 있었고, 군량은 여전히 부족했으며 사상자는 갈수록 늘어가고 있는 형편이었다. 전쟁 결과 나타난 사망자 170만 명, 부상자 665만 명이라는 수치는 러시아 국민들에게 큰 충격을 불러일으켰으며, 강력한 반전 심리를 생겨나게 했다.
한편 소비에트(평의회)는 임시정부가 성립되었음에도 해산하지 않았고, 그 중 블라디미르 레닌이 이끄는 볼셰비키파는 인민들로부터 많은 지지를 받았다. 1917년 10월 볼셰비키는 수도인 페트로그라드를 장악하고, 소비에트라는 이름으로 집권했다.
1918년, 볼셰비키는 브레스트-리토프스크 조약(Брест-Литовский мирный договор)에서 독일과의 불평등 조약을 맺음으로써, 국내외적인 고립에서 벗어나고자 했으며, 동시에 제정을 지지하는 세력을 격파하여야만 했다. 볼셰비키는 1920년 1,300만명의 희생자를 내고 적백내전에서 승리했고, 자유주의자들과 몐셰비키 세력들을 일소했다. 1922년 12월 30일 제1차 전연방 소비에트 대회에서 러시아, 우크라이나, 벨로루시(현 벨라루스), 자캅카스(현 아르메니아, 아제르바이잔, 조지아) 4개국이 소비에트 사회주의 공화국 연방을 결성하면서 탄생하였다.

## 정부
1905년의 혁명으로 인하여 제국 자체가 흔들리기 시작할 때까지도, 러시아 제국은 차르를 정점으로 하는 완벽한 전제군주정이었다. 그러나 1905년 이후에는 점차 하나로 딱 잘라 규정하기 어려운 정치 체제를 가지게 된다. 1910년 경 유럽의 지식인들은 러시아의 정치 체제를 '권위적인 차르를 모시는 입헌군주정'으로 정의했는데, 이처럼 제국의 과도기 동안 모순적인 체제가 서로 양립하였던 것이다. 1905년 10월에 점차 법률로 인하여 차르의 권력이 제한되기 전까지만 하여도 러시아의 모든 기본 법률은 황제의 권위가 '무한하다'고 인정하였다. 그러나 1905년 10월 이후에는 이 문장에서 '무한하다'라는 단어가 삭제되었으며, 차르의 기본적인 권력에도 형식적이나마 제한이 가해졌다. 그렇다고 하여 차르의 권력이 크게 축소된 것은 아니었는데, 차르는 국가 두마에서 의결한 모든 법률안에 대하여 완벽한 거부권을 행사하여 이를 무력화시킬 수 있었으며 의회의 개회와 폐회 또한 황제의 마음대로 선포할 수 있었고 차르의 허가를 받지 않은 그 어떠한 법률도 러시아 내에서 효력을 발휘할 수 없었다. 볼셰비키가 공산 혁명을 일으켜 제정 자체를 뒤집어버리기 전까지 황제의 권력 남용을 제한할 수 있는 유일한 안전 장치는 황제 자신의 양심 뿐이었다. 이렇게 러시아 제국의 차르는 압도적인 권력을 가지고 있었기 때문에, 보통 러시아 제국의 정치 체제는 '황제 스스로 제한을 두는 전제군주정' 정도로 해석된다.
러시아 정치계에서는 보수주의가 오랫동안 득세했다. 종종 일부 개혁적인 인사들이 등장하여 정책들을 시도하기는 하였으나, 러시아 엘리트 지배층들 사이에서는 보수적인 색채가 매우 강했다. 러시아의 엘리트층은 기본적으로 반지성주의를 깔고 사고하였으며, 정교회 사이에서는 비과학적인 맹신이, 농노들과 그들을 지배하는 지주들 사이에서는 폐쇄적인 전통주의가, 군대 지도부 사이에서는 경직된 계급주의가 득세하였다. 당시 유럽에서는 지성과 과학을 기반으로 한 '개화', 즉 산업 혁명이 꽃피고 있었던 데에 반하여, 러시아는 이같은 움직임 대부분을 거부하였으며 오직 서구의 발달된 과학기술들을 받아들여 기존의 제도를 뒷받침하는 도구로만 사용하려 하였다. 일부 진보적인 러시아 지식인들은 이같은 보수적, 소극적인 근대화 움직임에 우려를 표했고, 당시의 러시아 정부를 '전보를 가지고 있는 칭기스 칸'에 비유하기도 했다.

### 차르
'차르'라는 명칭은 1721년에 표트르 대제가 스스로를 '전 러시아의 황제', 즉 '차르(Tsar)'라고 부르기 시작한 데에서 유래하였다. 후대의 황제들도 이 칭호를 버리지 않았고, 1917년에 제정이 완전히 무너지기 전까지도 스스로를 '차르', 여성의 경우에는 '차리차'라고 불렀다. 10월 혁명 이전까지, 차르는 러시아 제국의 절대권력자로 엄청난 권력을 행사하였고, 오직 2가지의 법적 제약을 받았다. 그 제약은 첫째, 러시아의 차르는 러시아 정교회 신자여야 했으며 둘째, 파벨 1세가 제정한 황위계승법을 따라야만 했다. 이 2가지만 제외하면 차르는 그 어떠한 권력상의 제한도 받지 않았다.
그러나 이같은 차르의 절대적인 권위도 1905년 10월 이후 크게 달라졌다. 차르는 선거로 인해 선출된 황실 두마(의회)의 허가를 받지 않은 그 어떠한 법도 시행할 수 없게 되면서 스스로의 입법권을 제한하였고, 그 외에도 일부 권력을 공직 기관들에게 양도하였다. 그렇다고 해서 차르가 모든 권력을 다 내려놓은 것은 아니어서, 차르에게는 의회를 강제로 해산할 권리가 있었으며 실제로도 이 권한을 꽤나 자주 행사했다. 또한 의회에서 의결한 모든 법안에 거부권을 행사할 수도 있어서, 사실상 차르의 마음에 들지 않는 그 어떠한 법률도 러시아에서는 실행될 수 없었다. 러시아 제국의 장관들은 오직 차르에게만 충성을 맹세했으며, 의회에게 책임을 추궁당하거나 의회에게 해임될 걱정 없이 오직 차르의 개인적인 호불호에만 신경을 썼다. 1906년 4월 28일 이후에는 또 추가적인 조치가 가해져 차르의 권력이 다시 제한되었으나, 그렇다고 하여 차르의 권위가 크게 실추되거나 권력이 딱히 약화된 것도 아니었다.

### 국무원
1906년 2월 20일에 시행된 러시아 기본법에 따르면, 러시아 국무원(State Council)은 러시아의 상원에 해당했다. 이 시기의 러시아 의회는 거의 황제 옆에서 들러리 격으로 서서 사안들을 의결하는 식이었는데, 예를 들어 국무원 총원 196명 중 98명을 황제가 지명했고, 나머지 98명만이 선출된 의원들이었다. 선출되는 98명의 의원들은 크게 수도승계 성직자 3명, 속세계 성직자 3명, 귀족 출신 의원 18명, 대학과 지식인 출신 의원 6명, 상인 출신 의원 6명, 산업 관련 인물 출신 의원 6명, 젬스트보를 가지고 있는 지방 출신 34명, 젬스트보를 가지고 있지 않은 지방 출신 16명, 그리고 폴란드에서 온 6명의 의원들로 나뉘었다. 이들은 의회의 상원 격에 해당하는 기관답게 법안을 발의하고 하원 격인 국가두마와 토의할 권한이 있었는데, 실제로 이렇게 입법권을 행사한 경우는 극히 드물었다.

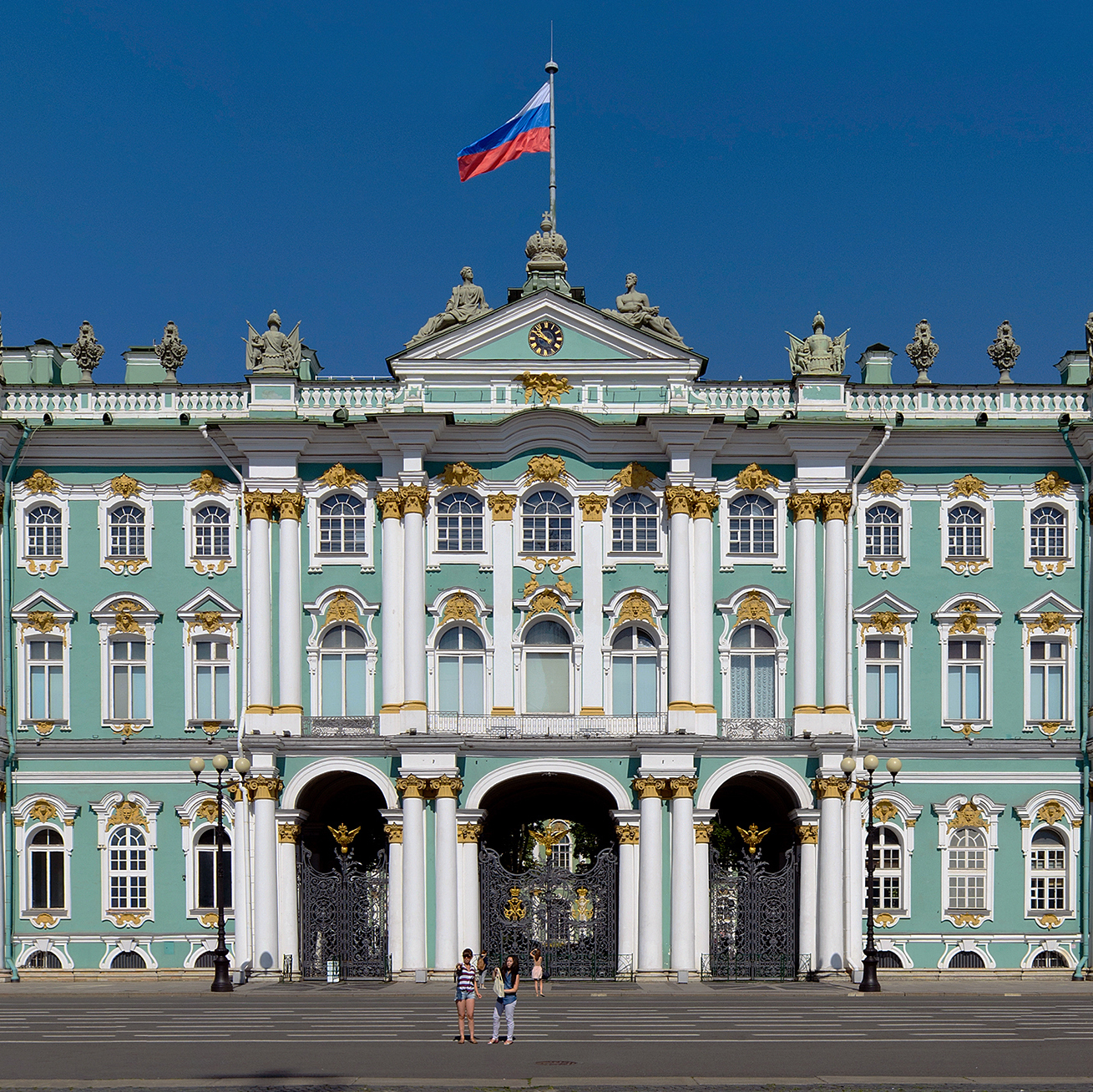
차르가 머물렀던 겨울 궁전

### 두마
러시아 제국 두마, 혹은 두마(Duma)는 러시아의 하원 격에 해당했다. 총 442명의 의원들로 구성되어 있었으며, 지나치게 복잡한 선거 절차를 따라 선출되는 선출직이었다. 의원에 선출될 수 있는 자격은 엄격하게 제한되었고, 이 때문에 의원들의 절대다수는 기득권층, 즉 호족 지주 계급이었다. 그 외에도 중앙아시아를 제외한 러시아를 구성하는 여러 지방들의 대표들도 이 두마에서 의견을 나누었는데, 각각의 지역들에게 일정한 수의 의원직을 배분하였으며 그들 중에서도 특히 큰 대도시들이 있는 지역들에는 추가적으로 의원직을 더 배분했다. 두마의 의원들은 크게 3개의 계급들로 나뉘었는데, 가장 많은 의원들이 호족 지주 출신이었고 나머지가 자작농 출신과 소수이지만 농노의 대표들이었다. 다만 농노의 대표들은 감히 의회에 참석하지 못했고, 대신 대리인들을 보내어 자신들의 뜻을 알렸다. 평민들의 경우에는 세금을 부담할 수 있는 성인 남성들만 선거권과 피선거권이 있었고, 대부분 의원에 선출되는 자들은 매우 부유한 재력가인 경우가 잦았다.
두마에서는 모든 의원들에게 1표씩을 행사하도록 하였고, 아무래도 보수적인 호족 지주 계급이 절대다수를 차지하고 있다보니 두마에서 실제로 진보적, 실용적인 법안이 나오는 경우는 극히 드물었다. 두마가 그나마 이전의 러시아 제정보다 일진보했던 바가 있었다면, 상트페테르부르크, 모스크바, 키예프, 리가와 같은 대도시들에서는 대중들이 직접 의원들을 뽑을 수 있다는 것이었다. 이 것은 이전에는 아예 대중들의 뜻을 무시했던 시절에 비하면 훨씬 일진보한 방법이었다.

### 장관회의
1905년의 개혁으로 인하여 장관회의가 만들어졌고, 이때 장관들의 우두머리, 즉 총리직이 처음으로 창설되었다. 장관회의에는 각부의 모든 장관들과 지방자치단체들의 수장들이 참석하였다고 알려졌다. 당시 러시아 제국의 부서 목록에는 다음과 같다.
- 러시아 제국 황실부
- 러시아 제국 외무부
- 러시아 제국 전쟁부
- 러시아 제국 해군부
- 러시아 제국 재무부
- 러시아 제국 산업부
- 러시아 제국 내무부 - 1905년에 창설되어, 치안, 복지, 언론, 전보, 외교, 전략 같은 업무를 모두 수행했다.
- 러시아 제국 농업부
- 러시아 제국 통신부
- 러시아 제국 사법부
- 러시아 제국 개화부

## 군대
러시아 제국군은 크게 러시아 제국 육군과 러시아 제국 해군으로 나뉘어 편성되어 있었다. 그러나 1800년도 까지만 해도 러시아는 상당한 인구와 영토에 걸맞지 못하게 군대의 힘이 굉장히 빈약하였으며, 특히 1853년에서 1856년 사이에 일어난 크림 전쟁에서는 참담한 전쟁 수행 능력을 보여주며 차르가 어쩔 수 없이 군대 개혁을 실시할 수 밖에 없을 정도로 군대가 약하였다. 그럼에도 불구하고 러시아는 특유의 봉건제와 사병 제도들로 인하여 같은 시기의 독일군, 영국군, 프랑스군들보다 훨씬 군사력이 약했으며, 군대에서 사용하는 군장과 무기의 질도 웬만한 서구 열강에 비하면 매우 떨어졌다.
러시아 제국의 군대는 제1차 세계대전 때에 연전연패를 거듭하는 수모를 겪었고, 이로 인하여 차르의 무능함과 국가의 부정부패에 질린 군대가 차르를 상대로 반란을 일으키기 시작하면서 장차 소련이 탄생하는 계기를 만들게 된다.
군대의 최고 사령관은 차르였으며, 임시 정부 시기에는 총리인 알렉산드르 케렌스키가 전군을 지휘했다. 제1차 세계 대전 당시 100만 대군을 보유하고 있었으며 대략 1,200만 명이 군대에 징집되었다.
- 육군
- 해군(러시아어: Военно-морской флот Российской империи)
- 해상 항공대(러시아어: Императорскiй военно-воздушный флотъ) - 1912년 창설

러시아 제국의 공식 명칭인 'мператорскiй военно-воздушный флотъ'는 1918년에 문자가 개혁되기 이전의 명칭으로써 현재는 'Императорский военно-воздушный флот'로 표기된다.

## 행정 구역

### 국경
러시아 제국의 영토는 워낙 거대했는데, 이 때문에 러시아는 자국의 영토를 유럽 러시아와 아시아 러시아로 구분했다. 영토의 크기만 보면 아시아 러시아가 훨씬 더 크지만, 아시아 러시아는 대부분 척박한 시베리아 동토인 경우가 많기 때문에 러시아 인구의 압도적인 대다수는 모두 유럽 러시아에 몰려 살고 있었다. 유럽 러시아의 경계는 동유럽 평원이며 북쪽에는 북극해를 마주하고 있으며 노바야제믈랴 제도와 콜구예프섬, 바이가치섬 등을 포함하고 있다. 유럽 러시아의 동쪽으로는 아시아 러시아가 있는데, 아시아 러시아에는 대부분이 시베리아 동토이며, 투르크계 민족인 키르기스인들이 모여 살고 있다. 아시아 러시아는 유럽 러시아와 우랄 산맥과 카스피 해, 그리고 우랄 강으로 나뉘어 있으며, 이 자연 경계를 따라서 행정 구역을 나누었다. 러시아 제국의 남쪽으로는 흑해와 코카서스 반도가 있고, 서쪽으로는 콜라 반도와 발트 해 남쪽, 다뉴브 강 하구 일부까지 영토가 뻗어있었다.

러시아 제국은 영토가 매우 거대하여 바다와 인접한 구간이 매우 많았으나, 대부분의 해안가가 얼음이 덮인 북극해 지방이거나 겨울 때마다 얼어붙어버리는 지역이었던지라 부동항 지역이 거의 없었다. 

러시아 제국의 행정 구역 (1914년)

1914년 당시의 러시아 제국은 81개 현(구베르니야), 20개 주, 1개 행정구로 구성되어 있었다. 러시아 제국은 부하라 칸국, 히바 칸국을 보호국으로 삼았으며 1914년에는 투바를 보호국으로 편입시켰다.
11개 현과 17개 주, 사할린섬 북부에 설치된 1개 행정구는 아시아 러시아에 있었다. 그 밖에 8개 현은 핀란드, 10개 현은 폴란드에 있었다. 나머지 59개 현과 1개 주(돈보이스코 주)는 유럽 러시아에 있었다. 돈보이스코 주는 전쟁부 관할하에 있었으며 나머지 현과 주에는 현지사, 주지사, 부지사(행정 평의회 의장)를 두었다. 또한 여러 개의 현을 관할하고 주둔군의 지휘권을 포함한 광범위한 권한을 가진 총독을 두었다. 1906년 당시에는 핀란드, 바르샤바, 이르쿠츠크, 키예프, 모스크바, 아무르, 투르키스탄, 캅카스 총독부가 설치되어 있었다.
상트페테르부르크, 모스크바, 오데사, 세바스토폴, 케르치, 미콜라이우(니콜라예프), 로스토프나도누와 같은 대도시는 현지사로부터 독립한 자체 행정 제도가 있었으며 경찰서장이 장관 역할을 수행했다.

## 사회
러시아 제국은 일찍이 산업화와 근대화를 시작한 여타 유럽 열강들과는 달리 전근대적인 농노제와 봉건제 제도를 상대적으로 오랫동안 유지하였다. 1913년까지만 하여도 전체 인구의 80%가 농부였으며, 이들은 타 유럽 국가 국민들보다도 훨씬 비참한 대우를 받고 살았다. 이 때문에 소련의 역사학자들은 19세기의 러시아 제국이 멸망하게 된 이유는 하층민들의 비참한 삶을 개선시킬 의지도, 그럴 능력도 없었다는 것에 방점을 둔다. 다만 러시아 제국을 지나치게 깎아내렸던 소련이 해체되고 현재의 러시아가 들어서면서 어느 정도 러시아 제국에 대한 재평가가 이루어지기 시작했는데, 몇몇 역사학자들은 1861년에 알렉산드르 2세가 발표한 농노 해방령으로 인하여 사회적 역동성이 증가했고, 농업 생산량이 증대되었으며 사회의 전반적인 질이 높아졌다고 평가하기도 한다. 대체적으로 러시아 제국 국민들의 삶의 질이 18세기 전반적으로 끊임없이 하락하였으나, 18세기 말부터 1914년까지는 점차 좋아지기 시작하였다는 것이다.

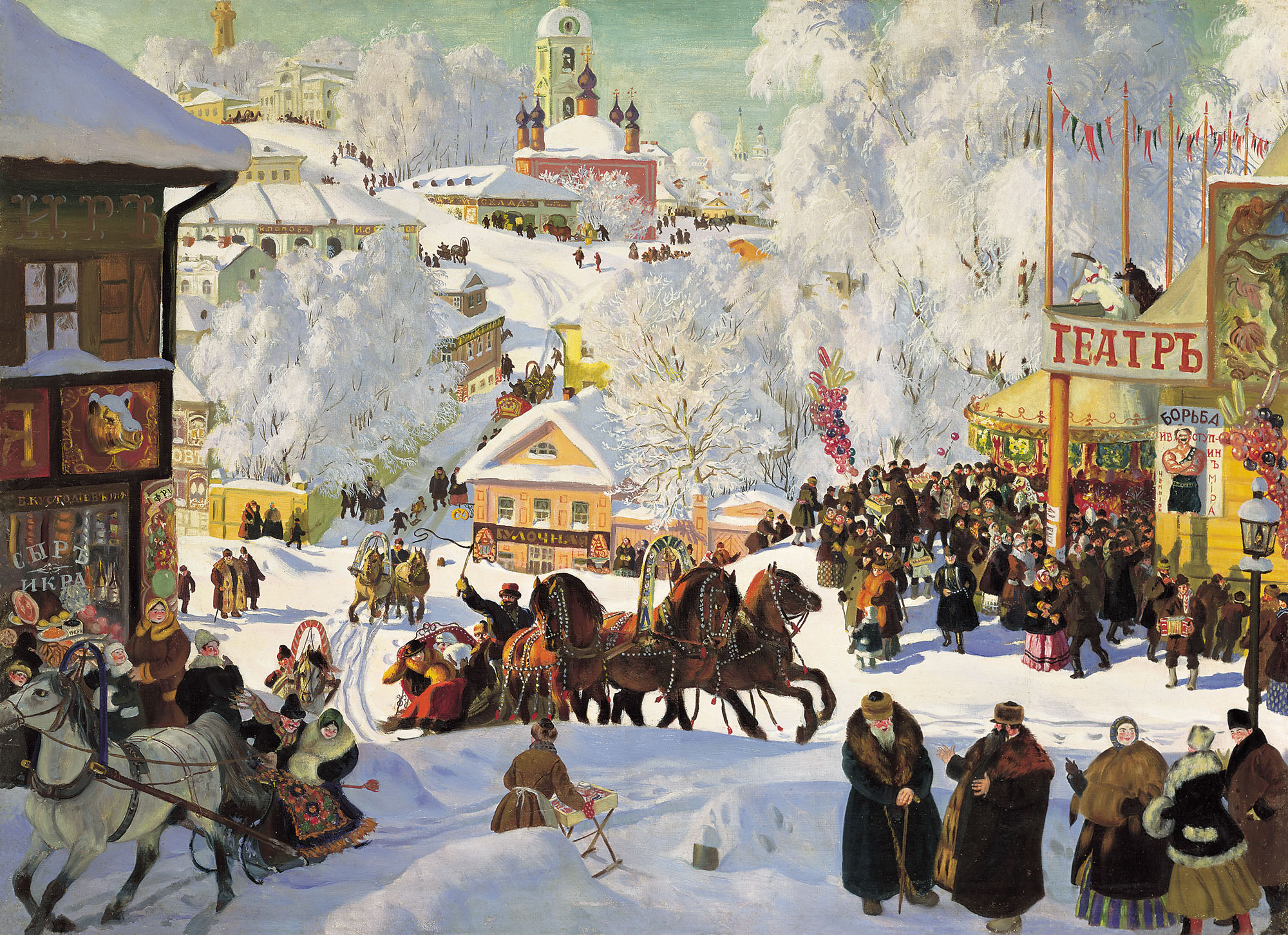
눈이 내린 러시아 마을의 풍경

### 계급
러시아 제국의 사회 계급은 꽤나 엄격했다. 크게 권력층을 독점하고 있던 귀족들과 성직자들, 그리고 그 아래인 상인과 카자크족, 그리고 사회 최하층을 구성했던 농노 등이 있었다. 또한 인종적으로도 사람들을 나누어서, 러시아계 슬라브족 백인이 아닌 사람들, 예를 들어 시베리아, 타타르, 중앙아시아 등에서 온 사람들은 '이노로찌', 즉 '근본이 다른 자들'이라고 부르며 사회적으로 차별하였다.
국민들 중 압도적 다수인 81.6%는 농부에 속했고, 귀족층은 0.6%이며 성직자층은 0.1% 밖에 되지 않았다. 상인들과 중간 계급들은 9.3% 밖에 되지 않았고, 나머지 6.1% 정도는 군인이었다. 대략 8,800만 명의 인구가 농업에 종사하면서 살아갔는데, 이들 대부분이 이전에 농노로 살아갔던 사람들이었다. 조상이 농노 출신이 아니었던 자들은 대부분 국가에 소속되었던 농부들이나 아니면 도시의 귀족 집안에 소속된 농부들이었다.

### 농노제
러시아 지방에서는 1649년에는 아예 법에 명문화되면서 16세기부터 농노제가 발달되어 왔고, 농노는 귀족 가문에 딸린 채로 거의 노예와 다름없는 생활을 해왔다. 1861년의 농노 해방령에 의해 법적으로 해방되기 전까지 이들은 러시아 사회의 핵심 축을 구성해왔다. 농노에는 크게 황실에 소속된 농노, 국가에 소속된 농노, 그리고 가장 많은 귀족들의 사유지에 소속된 농노가 있었다.
사유지 농노는 인두세와 병역의 의무를 졌음에도 불구하고 국가로부터 정당한 보호를 받지 못했고, 그들의 생사여탈권은 주인에게 달려있다시피 하였다. 지주는 농노를 임의로 팔거나 살 수 있었으며, 저당잡을 수도 있었고, 매질이나 시베리아 유형과 같은 극형에도 처할 수 있었다. 농노는 지주로부터 분여지를 제공받아 그 토지에서 경작을 하는 대신, 그 대가를 훨씬 초과하는 지대를 바쳐야 했으며 부역의 의무도 강제로 졌다. 다만 부역의 의무는 지방마다 달랐는데, 중부와 북부는 화폐로 지세를 받는 것을 선호하였으며 토지가 비옥한 남부 지대에서는 부역을 선호하였다. 간혹 둘 다를 모두 받는 경우도 있었으며, 부역의 경우에는 주 3일 이상 영주의 직영 토지에 나가 강제로 노동을 해야 하는 경우가 태반이었다. 그 탓에 농노는 정작 지주로부터 임대 받은 자신의 토지는 제대로 경작하지 못하는 경우가 잦았다. 이 때문에 농노들의 삶은 갈수록 정체하고 사회의 질은 악화되어 갔다.
황실이나 국가에 소속된 농노가 주인으로부터 받는 대우는 그나마 사유지의 농노보다는 나았다. 다만 삶의 질이나 경제적 환경의 면에서 보았을 때에는 사유지 농노와 별로 다를 바가 없었고, 황제가 신하에게 땅을 하사할 경우 그 땅에 소속되어 있던 농노는 자연히 사유지 농노로 계급이 추락하였다. 농노는 대부분 전근대적인 농민공동체, 즉 '미르'에 속해있었는데, 이 미르는 일종의 지방자치제와 같은 역할을 하면서 노동의 분배, 그리고 식량의 확보와 분배와 같은 일들을 도맡아 하였다. 지배계급들은 이 미르를 사용하여 농노들을 효과적으로 통제하기도 하였다.

### 농민
이전의 농노들이 해방되며 모두 농민 계급들로 편입되자, 러시아 제국은 사회적으로 대혼란이 일어났다. 이들은 수 만개에 달하는 조그만 시골 마을들에 모여 살면서 매우 봉건적인 체제 내부에 갇혀 살아갔으며, 이들 중 또 수 만명은 일자리와 돈을 찾아서 도시로 향했다. 다만 도시에서 일자리를 찾고 정착했을 때에도, 여전히 고향과 친척들과는 연락을 유지하는 경우가 많았다.
가족을 부양하기 위해 당시 정상적인 농민 일가족이 소유하고 있어야 할 기본적인 땅의 넓이는 대략 11헥타르에서 17헥타르 정도였다. 그러나 농노 해방령 직후, 무려 4분의 1에 달하는 농노들은 1명당 1.2헥타르 밖에 되지 않는 땅덩이를 받았고, 나머지 절반도 3.4에서 4.6헥타르 정도 밖에 되지 않는 땅을 받았다. 곡물을 재배할 땅이 모자라자, 농부들은 어쩔 수 없이 호족 지주들에게 땅을 또다시 빌릴 수 밖에 없었고, 결국 농노들은 이름만 해방되었다 뿐이지 실제로는 여전히 호족 지주들에게 사회적, 경제적으로 예속된 상태를 유지하였다. 게다가 국가에서는 농민이라는 허울을 내세워 정상적인 경우의 185%에서 275%에 달하는 세금을 강제로 뜯어갔고, 이외에도 교회, 호족 지주, 귀족들은 사적인 이익을 위하여 농부들을 강제로 차출하여 도로를 깔거나 주택을 수리하는 등의 일에 써먹었다. 또한 특별 세금이라는 명목으로 기존의 세금에서 더 걷는 경우도 부지기수였다. 갈수록 세금의 수탈량이 늘어나자, 무려 5분의 1에 달하는 농민들이 고향을 떠났으며 대략 국가 전체의 농민 성인 남성의 절반이 고향을 등지고 더 나은 일자리를 찾아 전국을 떠돌아다녔다. 정부가 주도한 개발 구역에 속해있었던 농민들의 삶도 별로 좋지는 못했는데, 이들은 특별히 차르의 은혜를 입었다고 선전되었으나 실제로는 정상적인 토지 배분량의 8분의 1 정도 밖에 받지 못하였다.
우크라이나 지방에 있는 도시 헤르손의 경우에는 웬만한 곳보다도 더욱 심각했다. 대략 1인당 0.36헥타르라는 땅 밖에 분배받지 못하였고, 농민들은 5에서 10루블 정도를 토지세라는 명목으로 매달 꾸준히 바쳐야만 했다. 국가에 소속된 농민들은 이보다는 사정이 나았으나, 여전히 대우는 좋지 못하여 집단으로 이주를 하거나 도망쳤다. 다만 유럽 러시아 동남부 지방에서는 이보다는 사정이 괜찮았다. 서부 지방에서는 전체적으로 더 많은 양의 토지들이 배분되었으며, 특히 발트 해 유역의 지방들에서는 독일계 호족 지주들이 대부분 농민들을 예속시켜서 노예화하기보다는 돈을 주고 고용하는 방법을 택했다. 이 덕분에 발트 해 유역에서는 4분의 1 정도만이 농민이었고, 나머지는 모두 고용 노동자들이었다.

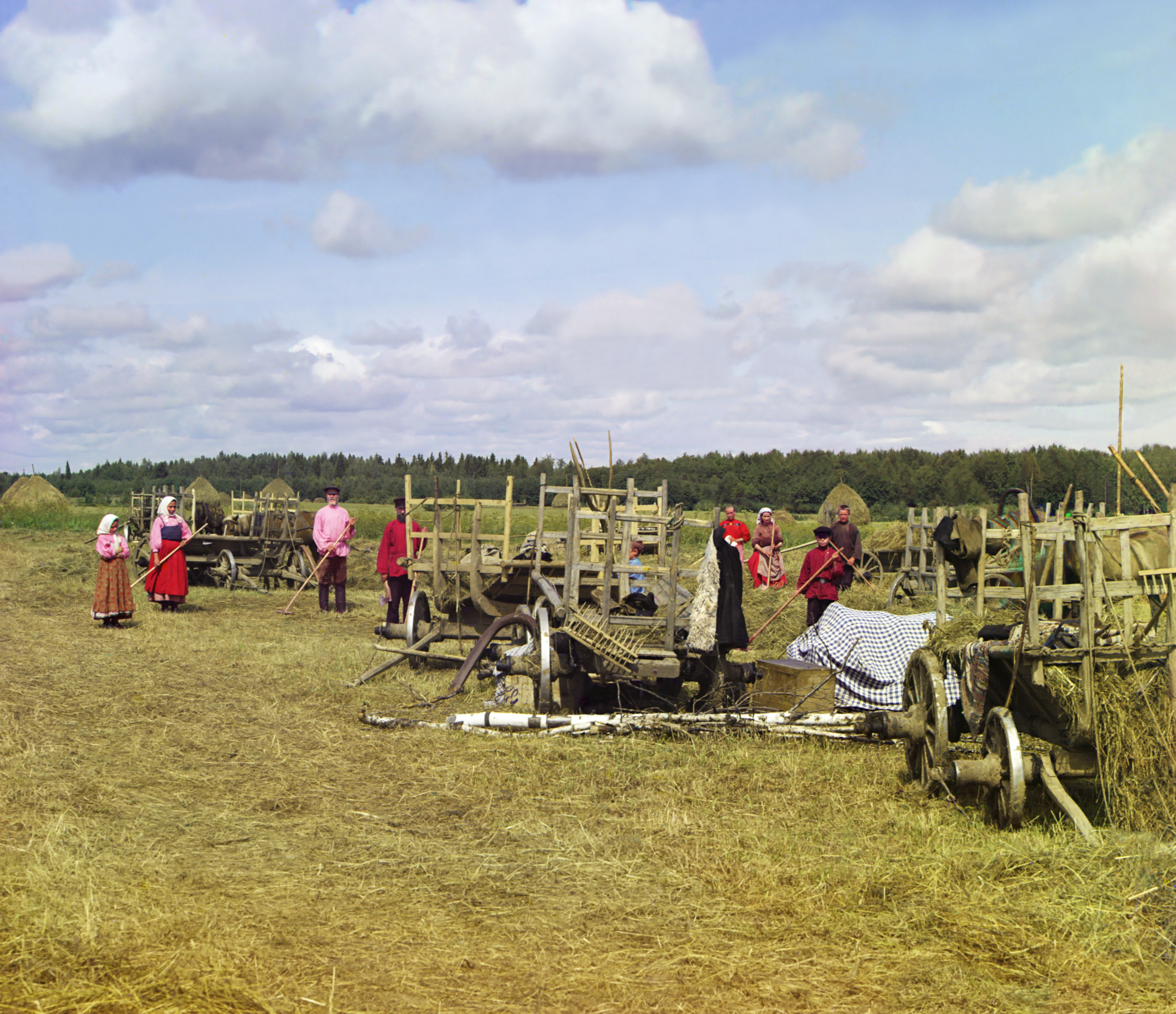
1909년 러시아의 농노들을 찍은 사진

### 지주
농민들은 물론 지주들도 이전보다 상황이 나아지지는 않았다. 이들은 강제로 노동력을 끌어쓰는 데에 워낙 익숙했던지라, 농노 해방령 이후 어떻게 적응해야하는지에 대해 잘 알지 못했다. 정부가 지주들에게 토지를 사들이기 위하여 지급한 배상금 대부분을 지주들은 아무 생각 없이 낭비했고, 농업 생산력을 늘리거나 미래에 대한 투자를 한 경우는 극히 드물었다. 1861년부터 1892년까지 귀족들이 소유한 토지는 30%나 감소하였고, 대부분이 싸게 팔려나갔다. 농민들은 자신들끼리 은행을 구축하여 토지를 귀족들로부터 사들이고자 하는 농민들에게 돈을 싸게 빌려주었고, 귀족들은 이들에게 토지들을 팔아치웠다. 이 덕분에 몇몇 농민들은 경제적으로 크게 성장하였으나, 대부분의 경우에는 이전처럼 비참한 삶을 살았다.

### 교육
러시아 제국의 시민 수준은 당시 유럽 수준으로 보았을 때 매우 낮았다. 1800년 경, 제국의 전체 성인 남성 농노들 중 글을 읽고 쓸 줄 아는 자는 전체의 1%에서 12% 정도 밖에 되지 않았고, 도심 지역으로만 보았을 때도 20%에서 25% 밖에 되지 않았다. 반면 가정교사들로부터 좋은 교육을 받은 귀족들의 경우, 87%가 문해 능력을 가지고 있었으며 상인들은 75%가 넘게 글을 읽을 줄 알았다. 그 다음이 노동자, 그리고 농부의 순서로 문해율이 높았다. 지역의 교회를 제외하고는 거의 교육을 받지 못한 농노들의 문해율은 가히 유럽 최하위를 달렸다. 또한 남녀 불평등도 매우 심각하여, 모든 계급에서 여성의 문해율이 남성보다 낮았다. 러시아 정교회는 일부를 제외하고는 고등 교육이 오히려 신에 대한 신앙심을 약화시킨다고 생각했고, 국민들의 개화에 큰 신경을 쓰지 않았다. 또한 농노들도 교육에 대하여 큰 관심이 없었다. 당시 러시아에서 교육을 받을 필요가 있었던 경우는 예술가, 법학자, 사업가, 기술자 등이 있었는데, 당시 산업화와 근대화가 더디게 이루어진 러시아의 경우 이들이 사회 전반에서 차지하는 비율은 소수였다. 1851년 말까지 러시아 전체 인구의 8%만이 도시에 살았을 정도였다.
1801년에 알렉산데르 1세가 즉위한 이후, 차르는 서구의 과학 지식을 러시아 내로 끌어들여 근대화를 진행하겠다는 야심을 드러냈고, 이는 상당한 환영을 받았다. 그러나 차르는 즉위 후 얼마 지나지 않아 관심사를 개인적인 신앙과 권력 유지로 돌렸고, 대부분의 개혁 조치들이 폐기되거나 미루어졌다. 서구 열강들 대부분과는 다르게 러시아는 17,000여 명 밖에 되지 않는 관리들을 거느리며 전문 관료들의 수가 매우 부족했고, 이들 중 대부분이 모스크바나 상트페테르부르크에 살았다. 당시 정부의 근대화를 추진하기 위해서는 제대로 교육받은 전문 관료들의 존재가 필수적이었는데, 당시 러시아는 제대로 된 대학 교육을 받은 지식인들의 수도 태반으로 부족했으며 그 질도 서양의 그 것과 상대가 되지 못했다. 교회와 군대에서는 독자적인 인재 양성 교육 과정이 존재했으나, 그 교육 범위가 굉장히 좁았고 지식의 양도 한정적이었다. 다만 알렉산데르 1세가 실시한 소수의 개혁 정책들 중 일부가 성공을 거두기도 했는데, 특히 전국적인 기본 교육망이 마련되었으며 1802년에는 교육부가 만들어졌고 전국이 6개의 구역으로 나뉘어 각 구역들이 교육을 책임지도록 하였다. 교육부는 모든 구역에 1개씩 대학을 세우고, 모든 주요 도시들마다 고등교육기관을 세우려는 계획도 발표하였다. 이같은 노력은 소기의 성과를 거두어 1825년에 이르자 러시아 전역에 6개의 대학, 48개의 고등교육기관, 337개의 기본교육기관이 운영되고 있었다. 한편 프랑스 혁명이 일어나자 혁명을 피해 프랑스로부터 도망친 프랑스 엘리트들이 러시아로 망명해 들어왔고, 러시아는 이들을 교사로 채용하여 학생들을 기르도록 하였다. 또한 독일식 대학을 본받아 카잔, 하르코프, 상트페테르부르크, 타르투, 빌니우스, 모스크바에 대학들이 각자 1개씩 세워졌다. 다만 여전히 교육의 혜택은 황족과 귀족에 한정되었고, 대부분의 기회는 엘리트층에게만 돌아갔으며 평민들은 낮은 문해율을 유지하였다. 그 어떠한 대학들도 여성을 받지 않았고, 귀족들은 국가 주도의 학교보다는 오히려 가정교사를 더 선호하였다.
니콜라이 1세는 교육에 상당히 회의적이었고, 서방에서 들어오는 사상과 과학지식들을 싫어하였다. 그때 교육부 장관이었던 세르게이 유바로프는 대학에게 더 큰 자율성을 부여하고, 장비들을 확충하고 신입생들의 수를 늘리는 등 급진적인 개혁들을 실시하였다. 차르는 1848년까지 이 행동을 눈감아주었으나, 이후에는 이 개혁 정책들을 모두 철회시켜버렸다. 이후 러시아는 대학 교육에 집중하였으며, 중등 교육과 초등 교육에는 상대적으로 관심을 쏟지 않았다. 1900년 경, 러시아에는 17,000여 명의 대학생들이 있었으며 30,000명 정도가 기술교육과정을 밟고 있었다. 대부분의 교육 기관들은 러시아어를 사용했고, 그 외의 언어의 사용은 대체적으로 금지하는 편이었다.

## 같이 보기
- 러시아의 군주 목록
- 러시아의 역사
- 모스크바 대공국
- 표트르 대제

### 설명주
1. ↑  몰다비아와 왈라키아 공국은 1829년 ~ 1856년에 설립되었다.
2. ↑  1914년, 제1차 세계대전 당시에는 반독 감정 때문에 도시 이름을 '페트로그라드'로 바꾸었다.[2]
3. ↑  러시아어: Россійская Имперія, tr. 로씨스카야 임페리야 (Rossíyskaya Impériya), IPA: [rɐˈsʲijskəjə ɪmˈpʲerʲɪjə] ( 듣기); 현대 러시아어 철자 개정법에 따르면 Российская Империя.
4. ↑  역사적으로 제국 러시아, 제정 러시아, 차르 러시아, 사전-혁명 러시아, 또는 단순히 러시아로 알려져 있다.

### 인용주
1. ↑  현대 철자 개정 이후는 "С нами Бог!"
2. ↑  “St. Petersburg through the Ages”. 《St. Petersburg International Economic Forum》. 2022년 8월 6일에 원본 문서에서 보존된 문서. 2022년 8월 6일에 확인함.
3. ↑  "18th Century in the Russian History", Rusmania. 보관됨 19 3월 2022 - 웨이백 머신.
4. ↑  Williams, Beryl (1994년 12월 1일). “The concept of the first Duma: Russia 1905–1906”. 《Parliaments, Estates and Representation》 14 (2): 149–158. doi:10.1080/02606755.1994.9525857.
5. ↑  "The Sovereign Emperor exercises legislative power in conjunction with the State Council and State Duma". Fundamental Laws, "Chapter One On the Essence of Supreme Sovereign Power Article 7." 보관됨 8 6월 2019 - 웨이백 머신
6. ↑  "주권 황제는 국가평의회 및 두마와 함께 입법권을 행사한다". Fundamental Laws, "Chapter One On the Essence of Supreme Sovereign Power Article 7." 보관됨 8 6월 2019 - 웨이백 머신
7. ↑  Taagepera, Rein (September 1997). “Expansion and Contraction Patterns of Large Polities: Context for Russia”. 《International Studies Quarterly》 41 (3): 475–504. doi:10.1111/0020-8833.00053. JSTOR 2600793. 2018년 11월 19일에 원본 문서에서 보존된 문서. 2019년 6월 28일에 확인함.; Turchin, Peter; Adams, Jonathan M.; Hall, Thomas D. (December 2006). “East-West Orientation of Historical Empires”. 《Journal of World-Systems Research》 12 (2): 223. ISSN 1076-156X. 2016년 9월 17일에 원본 문서에서 보존된 문서. 2016년 9월 11일에 확인함.
8. ↑  “The Price of Expansion: The Nationality Problem in Russia of the Eighteenth-Early Twentieth Centuries”. 《Slavic Research Center》. 2023년 3월 8일에 원본 문서에서 보존된 문서. 2024년 7월 20일에 확인함.
9. ↑  “Population of the Major European Countries in the 19th Century”. 《Wesleyan University》. 2024년 2월 28일에 원본 문서에서 보존된 문서. 2024년 7월 20일에 확인함.
10. ↑  “Population of Russia and the USSR, 1913 to 1928”. 《Research Gate》. 2024년 7월 20일에 확인함.
11. ↑  Coleman, Heather J. (2014). 《Orthodox Christianity in Imperial Russia: A Source Book on Lived Religion》. Indiana University Press. 4쪽. ISBN 978-0-2530-1318-7. After all, Orthodoxy was both the majority faith in the Russian Empire – approximately 70 percent subscribed to this faith in the 1897 census–and the state religion.
12. ↑  Pipes 1974, 83쪽.
13. ↑  “The Great Game, 1856–1907: Russo-British Relations in Central and East Asia | Reviews in History”. 《reviews.history.ac.uk》 (영어). 2022년 4월 10일에 원본 문서에서 보존된 문서. 2021년 10월 8일에 확인함.
14. ↑  “Russian Empire”. 《Encyclopædia Britannica》. 2022년 12월 25일에 원본 문서에서 보존된 문서. 2022년 8월 14일에 확인함.
15. ↑  Swain, Geoffrey (2014). 《Trotsky and the Russian Revolution》. Routledge. 15쪽. ISBN 978-1-3178-1278-4. OL 37192398M. 2015년 9월 19일에 원본 문서에서 보존된 문서. 2015년 6월 20일에 확인함. The first government to be formed after the February Revolution of 1917 had, with one exception, been composed of liberals.
16. ↑  Rabinowitch, Alexander (2008). 《The Bolsheviks in Power: The First Year of Soviet Rule in Petrograd》. Indiana UP. 1쪽. ISBN 978-0-2532-2042-4. 2015년 9월 10일에 원본 문서에서 보존된 문서. 2015년 6월 20일에 확인함.
17. ↑  Planert, Ute; Retallack, James, 편집. (2017). 《Decades of Reconstruction》. Cambridge University Press. 331쪽. ISBN 978-1-1071-6574-8. 2023년 2월 11일에 원본 문서에서 보존된 문서. 2023년 1월 5일에 확인함.